# Fuente el Saz de Jarama
Fuente el Saz de Jarama é um município da Espanha, na província e comunidade autônoma de Madrid. Tem 33,2 km² de área e em 2021 tinha 6 883 habitantes (densidade: 207,3 hab./km²). Limita com os municípios de Algete, El Molar, Ribatejada, Valdeolmos-Alalpardo e Valdetorres de Jarama.